# Henk Kronenberg
Hermannus Hendrikus Michael (Henk) Kronenberg S.M. (Enschede, 29 september 1934 – aldaar, 25 maart 2020) was een Nederlands geestelijke. Hij was bisschop van de Rooms-Katholieke Kerk en in die functie werkzaam in Papoea-Nieuw-Guinea.
Kronenberg op 18 oktober 1961 werd priester gewijd in Lievelde bij de Maristen. Hij was werkzaam als leraar tot 1964 in Hulst. Vervolgens was hij werkzaam als missionaris in Papoea-Nieuw-Guinea. Hij werd op 19 april 1999 benoemd tot bisschop van het bisdom Bougainville (Papoea-Nieuw-Guinea). Op 14 juli 1999 werd hij tot bisschop gewijd door Karl Hesse, aartsbisschop van Rabaul (Papoea-Nieuw-Guinea).
Kronenberg ging op 15 december 2009 met emeritaat. Hij werd opgevolgd door de hulpbisschop van Bougainville, Bernard Unabali. Hij ging weer in zijn geboorteplaats wonen en werd vaak gevraagd als voorganger en vormheer. Hij overleed in 2020 op 85-jarige leeftijd.